# Kokarde (Medizin)
Eine Kokarde bezeichnet in der Dermatologie (Hautheilkunde) eine Effloreszenz, ähnlich einem kreisförmigen Fleck (Macula), der nicht über das Hautniveau herausragt (wie bei einer Papel oder Pustel) oder in dieses einsinkt (wie ein Ulcus). Typische Krankheitsbilder sind beispielsweise das Kokardenerythem (Erythema exsudativum multiforme) und die Tinea imbricata. Ursprung der Bezeichnung ist die bildliche Assoziation mit der militärischen Kokarde.
Eine Macula ist durch eine abweichende Färbung charakterisiert, wobei Maculae sowohl von roter als auch von brauner Farbe sein können. Da die Macula im Hautniveau liegt, findet keine Substanzvermehrung der Epidermis statt. Die Zellzahl bleibt somit gleich.
Auch in der Ultraschalldiagnostik des Bauches findet der Begriff Verwendung zur Beschreibung von krankhaften Darmveränderungen. Gemeint ist mit Kokarde eine Doppelringstruktur, welche beim Querschnitt des Darmes bei einer Appendizitis (Wurmfortsatzentzündung), Divertikulitis (Entzündung von Ausstülpungen des Dickdarms) oder auch einer Invagination (Einstülpen eines Darmanteils in den nachfolgenden Darmanteil) in der Sonografie sichtbar ist. Bei der Appendizitis und der Divertikulitis entsteht die Struktur durch die entzündlich bedingte Wandverdickung. Bei der Invagination entsteht die Struktur durch die doppelt liegenden Darmwandschichten im Querschnitt.
Bei zirkulär infiltrierenden Magenkarzinomen ist die Kokarde ebenfalls ein typisches Bild und kann auch bei Lebermetastasen beobachtet werden. Hier verwendet man aber besser die Begriffe „Halo-Sign“ und „Bulleye“.
Kokarde wird (zumindest im sonografischen Bereich) auch simultan mit dem Begriff „Schießscheibenphänomen“ (englisch target sign) verwendet.
Während bei pathologischen Fällen die Verwendung des Begriffes durchaus anschaulich ist, gelten zusätzliche Begriffe wie "physiologische Kokarde" als eher überflüssig bis unsinnig.